# 王思廉
王 思廉（おう しれん、1238年 - 1320年）は、モンゴル帝国（大元ウルス）に仕えた漢人官僚の一人。字は仲常。真定府獲鹿県の出身。

## 概要
王思廉は幼いころより著名な文人である元好問に師事し、長じると河東宣撫使に抜擢された張徳輝の掌書記を務めた。1273年（至元10年）に董文忠の推薦を受けてモンゴル朝廷に仕えるようになり、符宝局掌書の地位を授けられた。1276年（至元13年）には姚枢によって昭文館待制とされ、ついで奉訓大夫・符宝局直長の地位に還った。
1277年（至元14年）、王思廉が『資治通鑑』の講釈を行い、長孫皇后が唐の太宗を諌めた逸話を語ると、感心したクビライは内官や皇后を集めて同じ内容を説明するよう命じた。皇后らも王思廉の解説に感銘を受け、後には御史大夫ウズ・テムル・太師オチチェル・御史中丞サルバン・翰林学士承旨掇立察ら重臣もみな聴講を受けるようになったという。
1281年（至元18年）には中順大夫・典瑞少監の地位に進んだが、1282年（至元19年）には尚書省の長であるアフマドが千戸の王著に暗殺されるという事件が起こった。この時、枢副密使の張易が暗殺に関わったかどうかが問題となり、報告を受けたクビライが人払いをして王思廉に張易のことについて尋ねたとの逸話が伝えられている。
1283年（至元20年）には典瑞監に昇格となり、このころ皇太子のチンキムに学官を建てるよう進言している。1286年（至元23年）には嘉議大夫・同知大都留守・兼少府監事の地位に改められた。この年ナヤンの乱が勃発してクビライ自らが出陣する事態となったため、王思廉は留守役の段貞に「このような事態となったのは藩王が広大な領地を有しているからであり、これを削減すべきであろう」と述べた。そこで段貞がこの意見をクビライに伝え、クビライは王思廉を嘉したという。1292年（至元29年）には正議大夫・枢密院判官の地位に遷った。
クビライが死去しテムル（成宗オルジェイトゥ・カアン）が即位すると中奉大夫・翰林学士の地位を授けられたが、病を理由に家に帰っている。1299年（大徳3年）には工部尚書・征東行省参知政事、1303年（大徳7年）には大名路総管、1304年（大徳8年）には集賢学士、1307年（大徳11年）には正奉大夫・太子賓客を歴任した。1311年（至大4年）にアユルバルワダ（仁宗ブヤント・カアン）が即位した時には翰林学士承旨・資善大夫の地位を授けられたが職を辞し、1320年（延祐7年）に83歳にして亡くなった。